# (30984) 1995 SW19
1995 أس دابليو 19 (ويعرف أيضًا باسم (30984) 1995 أس دابليو 19 وفق تسمية الكوكب الصغير) (بالإنجليزية: 1995 SW19)‏ هو كويكب ضمن حزام الكويكبات؛ وترتيبه 30984 من حيث الاكتشاف.
اكتُشف هذا الجُرم الفلكي بواسطة سبيس واتش في 18 سبتمبر 1995.

## وصلات خارجية
- (30984) 1995 SW19 في قاعدة بيانات مختبر الدفع النفاث لأجرام النظام الشمسي الصغيرة

- الاكتشاف · مخطط المدار ·  العناصر المدارية · المعلمات المادية

- (30984) 1995 SW19 على موقع ويكي سكاي: DSS2, SDSS, GALEX, IRAS, Hydrogen α, X-Ray, Astrophoto, Sky Map, Articles and images